# Paracollyria fenestrata
Paracollyria fenestrata là một loài tò vò trong họ Ichneumonidae.